# Takumi Nagayasu
Takumi Nagayasu (ながやす 巧 Nagayasu Takumi) es uno de los grandes autores del manga japonés.
Nacido en 1949, en la adolescencia se sintió muy influido por los trabajos de Tetsuya Chiba. Emprende algunas pequeñas tareas hasta que a los 19 años publica su serie Ofukuro que le reporta un gran éxito y le permite iniciar nuevos trabajos.
En 1975 gana el Premio al Mejor Manga con Ai-To Makoto. Abandona Tokio, donde residía, y se instala en Estados Unidos junto a su buen amigo Katsuhiro Otomo y juntos harán realidad la obra La leyenda de Madre Sarah, una de sus obras maestras. Takumi será el dibujante y Katsuhiro el guionista.
- Datos: Q1018763